# Emiliano Zapata 2.ª Sección (Huimanguillo)
Emiliano Zapata 2.ª Sección es una localidad del municipio de Huimanguillo ubicado en la subregión de la Chontalpa del estado mexicano de Tabasco.

## Geografía
La localidad de Emiliano Zapata 2.ª Sección se sitúa en las coordenadas geográficas 17°38′29″N 93°32′23″O / 17.641389, -93.539722, a una elevación de 46 metros sobre el nivel del mar.

## Demografía
Según el Conteo de Población y Vivienda 2020, efectuado por el Instituto Nacional de Estadística y Geografía, la localidad de Emiliano Zapata 2.ª Sección tiene 22 habitantes, de los cuales 13 son del sexo masculino y 9 del sexo femenino. Su tasa de fecundidad es de 4.6 hijos por mujer y tiene 8 viviendas particulares habitadas.
| Gráfica de evolución demográfica de Emiliano Zapata 2.ª Sección entre 1995 y 2020 |
|                                                                                   |
| INEGI.                                                                            |